# Damian McGinty
Damian Joseph McGinty, Jr. (sinh ngày 9 tháng 9 năm 1992) là một ca sĩ kiêm diễn viên người Ireland đến từ Derry, Bắc Ireland. McGinty đã từng trình diễn hơn một thập kỷ và trở thành một trong những thành viên của nhóm Celtic Thunder bốn năm liên tiếp kể từ khi anh chỉ mới 14 tuổi. Vào ngày 21 tháng 8 năm 2011, McGinty đã thắng cuộc thi The Glee Project của kênh Oxygen, giúp anh nhận được một vai diễn phụ trong bảy tập phim liên tiếp của bộ phim truyền hình Glee trên kênh Fox.

## Cuộc sống đời thường và sự nghiệp
McGinty được sinh ra tại Derry, Bắc Ireland, là con trai của Damian McGinty, Sr., và Joanne McGinty. Anh đã trình diễn hơn một thập kỷ, thắng cuộc thi âm nhạc đầu tiên khi chỉ mới 6 tuổi. Năm 2006, McGinty lại tiếp tục giành chiến thắng ở một cuộc thi khác và thực hiện một album từ thiện. Album sau đó đã đến tay nhà sản xuất của Celtic Thunder, Sharon Browne và đạo diễn âm nhạc Phil Coulter, người đã mời McGinty đến trình diễn vào chương trình đầu tiên của họ. Damian sau đó đã chấp nhận lời mời khi chỉ mới 14 và cùng nhóm đi lưu diễn khắp nước Mỹ và Canada. Năm 2011, thông tin cho biết rằng McGinty đã rời khỏi nhóm Celtic Thunder, và giành chiến thắng chương trình thực tế của đài Oxygen, The Glee Project, giúp anh nhận được một vai phụ trong bảy tập phim của Glee, trình chiếu trên kênh Fox. McGinty đã trở thành một trong 12 ứng cử viên của The Glee Project, đánh bại 40,000 đối thủ qua một buổi thử vai trên MySpace. Say khi lọt vào top 12, anh lại gặp khó khăn trong việc đăng ký thủ tục làm visa. Trong màn trình diễn cuối cùng của The Glee Project, McGinty đã hát ca khúc "Beyond the Sea", được nhà sản xuất của Glee, Ryan Murphy cho rằng anh có thể diễn tốt được vai chính. Murphy đồng thời cũng cho rằng nhân vật của anh cũng có thể trở thành một nhân vật nam chính tương tự như Finn Hudson, thủ vai bởi Cory Monteith.
Sau khi thắng The Glee Project, McGinty đã cùng Cameron Mitchell xuất hiện trong một video đặc biệt của kênh Oxygen, cả hai cùng song ca bài hát của Michael Bublé, "Haven't Met You Yet". Mitchell đồng thời cũng chính là người đã cứu McGinty không bị loại khỏi chương trình khi anh đã tự mình rút ra khỏi cuộc thi. McGinty sau đó đã xuất hiện trong Glee lần đầu tiên với tập thứ tư của mùa 3, "Pot o' Gold", thủ vai Rory Flanagan, một sinh viên trao đổi nước ngoài, người sống cùng với gia đình của nhân vật Brittany S. Pierce.

## Danh sách đĩa nhạc

### Đĩa ghi hình trực tiếp của Celtic Thunder
- Celtic Thunder (2008)
- Act Two (2008)
- Take Me Home (2009)
- It's Entertainment! (2010)
- Christmas (2010)
- Heritage (2011)
- Storm (2011)[4]

### Album nhạc phim củaGlee
- Glee: The Music, The Christmas Album Volume 2
- Glee: The Music, Volume 7

## Sự nghiệp điện ảnh
| Năm      | Tựa phim                   | Vai diễn      | Ghi chú                                  |
| -------- | -------------------------- | ------------- | ---------------------------------------- |
| 2011     | The Glee Project           | Chính anh     | Người chiến thắng                        |
| 2011–nay | Glee                       | Rory Flanagan | Season 3: Vai phụ (7 tập)                |
| 2011     | Glee: The 3D Concert Movie | Chính anh     | Giới thiệu tóm tắt - không được ghi danh |